# Pico Tumba (Belasica)
El pico Tumba (griego: Τούμπα, macedonio y búlgaro: Тумба) es un pico en las montañas de Belasica en la región de Macedonia. El pico, con 1880 metros de altitud, se encuentra en la cresta principal de Belasica, al oeste del pico Lozen y al este del pico Sechena Skala. Una montaña en forma de cúpula con empinadas laderas del sur y del norte, Tumba está cubierta de vegetación subalpina baja y está formado de roca metamórfica. Tumba es notable por ser el punto donde se unen las fronteras nacionales de Bulgaria, Grecia y Macedonia del Norte. Es el punto más al sudoeste de Bulgaria y el punto más al sudeste de Macedonia del Norte.
En Bulgaria, los puntos de partida favorables para su ascenso son los pueblos de Klyuch, Skrat y Gabrene. En Macedonia del Norte, estos son Smolari y Sharena Cheshma, y en Grecia, Platanakia, Kalochori y Kastanoussa. Cada agosto desde 2001, se organiza una excursión internacional al pico bajo el lema «Balcanes sin Fronteras».

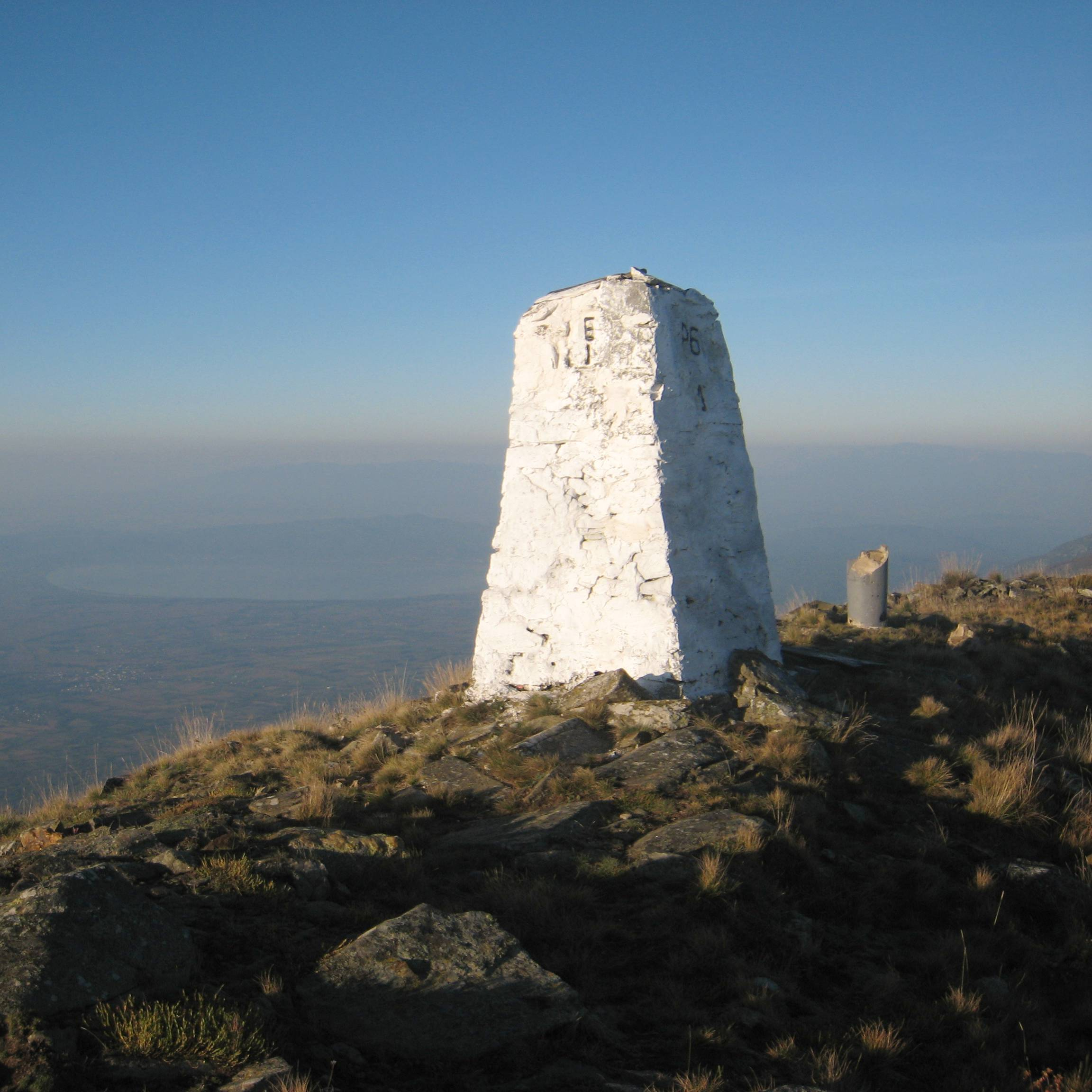
Hito del trifinio internacional en la cumbre